# Branišovice
Branišovice község Csehországban, Brno-vidéki járásban. Branišovice Pohořelice, Olbramovice, Trnové Pole, Šumice és Vlasatice településekkel határos. Lakosainak száma 635 fő (2024. január 1.).

## Népesség
A település lakosságának változását az alábbi diagram mutatja:
| Lakosok száma | 738  | 798  | 873  | 569  | 554  | 553  | 595  | 593  | 590  | 635  |
|               | 1869 | 1900 | 1921 | 1961 | 1980 | 2011 | 2016 | 2019 | 2021 | 2024 |